# Seznam rakouských spisovatelů
Seznam rakouských spisovatelů obsahuje přehled některých významných spisovatelů, narozených nebo převážně publikujících v Rakousku.

## A
- Hans Carl Artmann (1921–2000), lyrik, prozaik a autor experimentálních textů

## B
- Ingeborg Bachmannová (1926–1973), přední básnířka druhé poloviny 20. století, autorka sbírky Čas na úvěr či románu Malina
- Erich Ballinger (1943–2002), spisovatel knih pro děti a mládež
- Thomas Bernhard (1931–1989), prozaik a dramatik, mezi jeho ústřední díla patří dramata Divadelník a Náměstí Hrdinů či prózy Staří mistři a Vyhlazení
- Max Brod (1884–1968), pražský spisovatel židovského původu, správce pozůstalosti Franze Kafky
- Hermann Broch (1886–1951), představitel moderny, autor románové trilogie Náměsíčníci

## D
- Heimito von Doderer (1896–1966)

## F
- Janko Ferk (* 11. Dezember 1958), soudce, vědec a spisovatel
- Ernst Fischer (1899–1972), marxistický spisovatel, publicista, politik
- Barbara Frischmuth (* 1941), spisovatelka a překladatelka

## G
- Karl-Markus Gauß (* 1954)
- Arno Geiger (* 1968)
- Thomas Glavinic (* 1972)
- Dietmar Grieser (* 1934)
- Anastasius Grün (1806–1876)
- Norbert Gstrein (* 1961)

## H
- Wolf Haas (* 1960), autor detektivních románů
- Maja Haderlapová (* 1961), představitelka rakouské slovinsky hovořící menšiny
- Peter Handke (* 1942)
- Josef Haslinger (* 1955), prozaik a esejista, autor románu Jáchymov
- Hugo von Hofmannsthal (1874–1929), básník, libretista, dramatik a esejista
- Paulus Hochgatterer (* 1961), prozaik, civilním povoláním psychiatr pro děti a mládež

## I
- Franz Innerhofer (1944–2002)

## J
- Ernst Jandl (1925–2000)
- Elfriede Jelineková (* 1946), prozaička a dramatička, držitelka Nobelovy ceny za literaturu
- Gert Jonke (1946–2009)

## K
- Franz Kafka (1883–1924), pražský spisovatel židovského původu
- Walter Kappacher (* 1938), rakouský spisovatel
- Wolfgang von Kempelen (1734–1804)
- Anna Kim (* 1977), rakouská spisovatelka jihokorejského původu
- Egon Erwin Kisch (1885–1948), pražský novinář židovského původu
- Michael Köhlmeier (* 1949), rakouský spisovatel
- Karl Kraus (1874–1936)

## M
- Alma Mahlerová (1879–1964), autorka memoárové literatury
- Friederike Mayröcker (1924–2021)
- Eva Menasse (* 1970)
- Robert Menasse (* 1954)
- Anna Mitgutsch (* 1948)
- Erika Mitterer (1906–2001)
- Robert Musil (1880–1942)

## P
- Leo Perutz (1882–1957)
- Andreas P. Pittler (* 1964)
- Martin Pollack (* 1944), novinář a spisovatel

## R
- Doron Rabinovici (* 1961), esejista, historik a prozaik původem z Izraele
- Ferdinand Raimund (1790–1836)
- Christoph Ransmayr (* 1954)
- Rainer Maria Rilke (1875–1926), básník a spisovatel
- Gerhard Roth (1942–2022), rakouský spisovatel
- Kathrin Röggla (* 1971), rakouská spisovatelka

## S
- Robert Schindel (* 1944), básník a prozaik židovského původu
- Robert Schneider (* 1961)
- Arthur Schnitzler (1862–1931), dramatik a prozaik, představitel vídeňské moderny, civilním povoláním lékař
- Carolina Schutti (* 1976), tyrolská prozaička
- Robert Seethaler (* 1966), spisovatel, scenárista a herec
- Clemens J. Setz (* 1982), spisovatel a překladatel
- Thomas Stangl (* 1966), prozaik
- Marlene Streeruwitz (* 1950), dramatička a prozaička

## T
- Herbert Tichy (1912–1987)
- Georg Trakl (1887–1914)
- Friedrich Torberg (1908–1979)
- Peter Turrini (* 1944)

## W
- Franz Werfel (1890–1945), pražský spisovatel židovského původu, představitel expresionismu
- Josef Winkler (* 1953)
- Gernot Wolfgruber (* 1944), autor autobiografických románů kriticky zobrazujících rakouský venkov

## Z
- Berta Zuckerkandlová (1864–1945)
- Stefan Zweig (1881–1942), romanopisec, básník a překladatel